# Stiftung Frauenkirche Dresden
Die Stiftung Frauenkirche Dresden ist eine am 28. Juni 1994 errichtete rechtsfähige Stiftung des bürgerlichen Rechts in Dresden. Ihr Zweck war anfangs der Wiederaufbau der Dresdner Frauenkirche nach historischem Vorbild George Bährs. Seit dem Abschluss der Arbeiten und der Kirchweihe am Vortag des Reformationsfestes im Jahr 2005 liegt der Schwerpunkt der Stiftungsarbeit auf dem Erhalt des Gebäudes und seiner Nutzung für Gottesdienste sowie als Ort zur Durchführung von Symposien, Vorträgen, Konzerten und Ausstellung. Die Frauenkirche soll dabei als Wahrzeichen zu Toleranz und Frieden der Völker und Religionen untereinander mahnen.
Sitz der Stiftung ist ein Geschäftsgebäude am Georg-Treu-Platz 3 zwischen Albertinum, Kunstakademie und dem zur Frauenkirche zeigenden Coselpalais. Im Jahr 2019 hatte die Stiftung 35 hauptamtliche Beschäftigte. Etwa zehnmal so viele Ehrenamtliche gestalten das Leben in der Frauenkirche mit.
In ihrer Arbeit wird die Stiftung von der 2003 gegründeten Gesellschaft zur Förderung der Frauenkirche Dresden e. V. unterstützt. Sie setzt die Arbeit der aus einer Bürgerinitiative des Herbstes 1989 entstandenen Gesellschaft zur Förderung des Wiederaufbaus der Frauenkirche Dresden e. V. fort.

## Geschichte

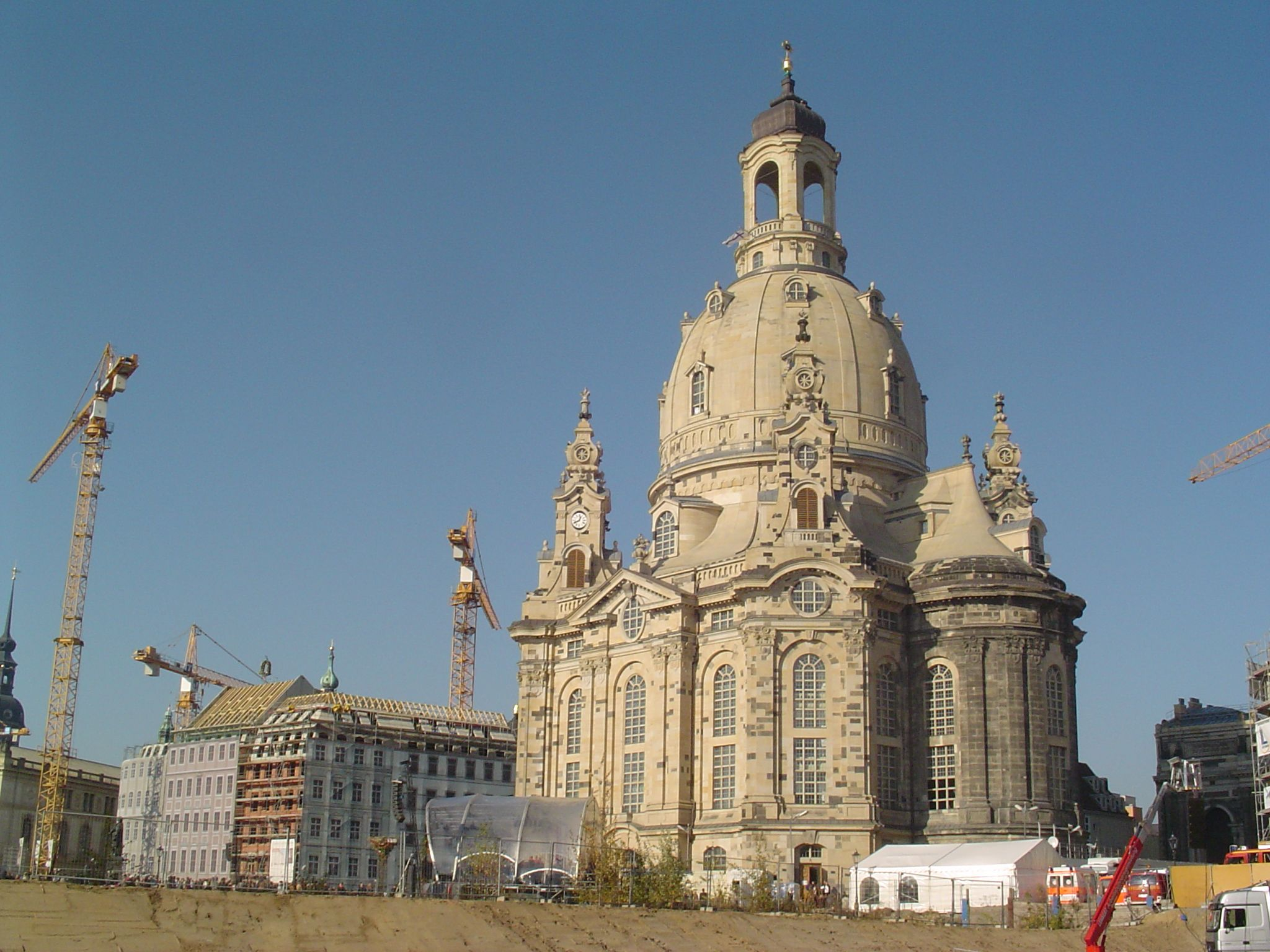
Die Frauenkirche am 30. Oktober 2005, dem Tag ihrer erneuten Weihe nach dem Wiederaufbau.

Nach der politischen Wende in der DDR im Herbst 1989 bot sich die Gelegenheit, realistisch über den Wiederaufbau der im Zweiten Weltkrieg zerstörten Frauenkirche nachzudenken. Dazu erging am 12. Februar 1990, dem Vortag des 45. Jahrestages des Beginns der verheerenden Luftangriffe auf Dresden, der Ruf aus Dresden an die Weltöffentlichkeit. Bereits damals war vorgesehen, den Wiederaufbau durch Spenden zu finanzieren, nicht zuletzt um so ein Zeichen des Zusammenhalts zu setzen. Zur Koordinierung dieser Aufgabe wurde durch die Landeskirche und die Fördergesellschaft im November 1991 nach Vereinsrecht der Vorläufer der heutigen Stiftung gleichnamig als „Stiftung Frauenkirche Dresden e. V.“ gegründet.
Um den wachsenden Aufgaben gerecht zu werden, überführten die Evangelisch-Lutherische Landeskirche Sachsens, der Freistaat Sachsen und die Stadt Dresden den Verein im Juni 1994 in eine Stiftung bürgerlichen Rechts. Sie übertrugen der Stiftung fernerhin ein Stiftungskapital von zunächst sechs Millionen Deutsche Mark, die zum Zweck des Wiederaufbaus bis dahin gesammelten Spenden sowie das 99-jährige Erbbaurecht an dem Grundstück der Frauenkirche. In der Satzung ließen die drei Stifter der Bundesrepublik Deutschland die Möglichkeit offen, dem Kreis der Stifter beizutreten.
Der Bankmanager Bernhard Walter, der für die Dresdner Bank im Herbst 1989 nach Dresden kam und nach dem Ruf aus Dresden klare Stellung zum Wiederaufbau der Frauenkirche bezog, war von der Stiftungsgründung bis zu seinem Tod im Januar 2015 Vorsitzender des Stiftungsrats. Mit der Initiative der „Aktion Stifterbrief“ trug er maßgeblich zur Finanzierung des Wiederaufbaus bei. Rund 70 Millionen Euro konnten auf diese Weise eingeworben werden, was zwei Dritteln der gesamten privat aufgebrachten Spendensumme entspricht. Mit dem Stifterbrief verbunden ist auch eine der bekanntesten Entscheidungen des Bundesgerichtshofs zum Stiftungsrecht. Die Alleinerbin eines 1998 verstorbenen Stifters klagte erfolgreich den Pflichtteil ein, nachdem ihr Vater der Stiftung in den Jahren 1995 und 1997 rund 4,7 Millionen Mark und testamentarisch noch einmal 300.000 Mark zukommen ließ.

## Stiftungsorgane
Zur Erfüllung des Stiftungszwecks gliedert sich die Stiftung in drei Organe: Geschäftsführung, Stiftungsrat und Stiftungskuratorium.
Die Geschäftsführung verwaltet das Stiftungsvermögen, führt die laufenden Geschäfte und vertritt die Stiftung gerichtlich und außergerichtlich. Sie besteht aus einem bis drei Mitgliedern, die hauptamtlich tätig sind und durch den Stiftungsrat bestellt werden. Mitglieder werden für höchstens fünf Jahre bestellt, eine wiederholte Bestellung ist möglich.
Der Stiftungsrat ist das Kontrollgremium. Ihm obliegt die Überwachung der Tätigkeit der Stiftung, insbesondere der Geschäftsführung. Der Stiftungsrat kann Mitglieder der Geschäftsführung abberufen. Die jährlich von der Geschäftsführung aufzustellenden Haushaltspläne unterliegen der Genehmigung des Stiftungsrats. Der ehrenamtlich tätige Stiftungsrat besteht aus sechs Mitgliedern, die für fünf Jahre entsandt werden und keinem der anderen Stiftungsorgane angehören dürfen. Jeder Stifter entsendet ein Mitglied, die anderen drei Mitglieder werden vom Kuratorium entsandt, das auch den Vorsitzenden des Stiftungsrats und dessen Stellvertreter benennt.
Das Kuratorium repräsentiert die Stiftung und kann allein zu grundsätzlichen Angelegenheiten der Stiftung entscheiden. Mittels Beschluss kann es zudem in jeglichen Fragen der Stiftung entscheiden und so den Willen der Stifter durchsetzen. Es besteht aus sechs qua Amtes geborenen Mitgliedern und bis zu neun gekorenen Mitgliedern. Gekorene Mitglieder werden durch das gesamte Kuratorium auf fünf Jahre in das Gremium hineingewählt. Das Kuratorium kann nicht die Gesamtheit der geborenen Mitglieder überstimmen. Vorsitzender des Kuratoriums ist der Landesbischof der Evangelisch-Lutherischen Landeskirche Sachsens (EvLKS).

## Personelle Besetzung

### Mitglieder des Kuratoriums
Geborene Mitglieder des Kuratoriums sind (Stand 2025):
- Tobias Bilz (Landesbischof der Evangelisch-Lutherischen Landeskirche Sachsens, Vorsitzender des Kuratoriums)
- Hans-Peter Vollbach (Präsident des Evangelisch-Lutherischen Landeskirchenamtes Sachsens)
- Friedrich Merz (Bundeskanzler der Bundesrepublik Deutschland)
- Michael Kretschmer (Ministerpräsident des Freistaates Sachsen)
- Christian Behr (Superintendent des Kirchenbezirkes Dresden Mitte der Evangelisch-Lutherischen Landeskirche Sachsens)
- Dirk Hilbert (Oberbürgermeister der Landeshauptstadt Dresden)

Gekorene Mitglieder (Stand 2025):
- Thomas Bellut (ehemaliger Intendant des Zweiten Deutschen Fernsehens)
- Sophie Jelley (Bischöfin von Coventry; vgl. Nagelkreuz von Coventry)
- Léontine Meijer-van Mensch (Direktorin des Museums Rotterdam)
- Ulrich Reuter (Präsident des Deutschen Sparkassen- und Giroverbands e. V.)
- Klaus Rosenfeld (Vorstandsvorsitzender der Schaeffler AG; bis 2009 Finanzchef der Dresdner Bank)

### Mitglieder des Stiftungsrats
Mitglieder des Stiftungsrates sind (Stand 2025):
- Joachim Hoof, Vorsitzender des Stiftungsrates (Vorstandsvorsitzender der Ostsächsischen Sparkasse Dresden)
- Matthias Rößler, stellvertretender Vorsitzender des Stiftungsrates (Präsident des Sächsischen Landtages)
- Annekatrin Klepsch (Beigeordnete für Kultur und Tourismus der Landeshauptstadt Dresden)
- Thilo Daniel (Oberlandeskirchenrat)
- Martina de Maizière (Vorstand der Stiftung Kunst und Musik für Dresden)
- RA Otto Stolberg-Stolberg (Vorsitzender der Gesellschaft zur Förderung der Frauenkirche Dresden e. V.)

### Geschäftsführung
Seit Mai 2020 ist Maria Noth, die seit 2018 für die Stiftung tätig ist, ihre Geschäftsführerin. Eine weitere Geschäftsführerstelle übernahm Markus Engelhardt im Mai 2021 bei seinem Amtsantritt als einer von zwei Pfarrern an der Frauenkirche.